# Sudafrica ai Giochi della X Olimpiade
Il Sudafrica partecipò ai Giochi della X Olimpiade, svoltisi a Los Angeles, Stati Uniti, dal 30 luglio al 14 agosto 1932, con una delegazione di 12 atleti impegnati in quattro discipline.

## Medagliere

### Per discipline
| Sport            | Oro | Argento | Bronzo | Totale |
| ---------------- | --- | ------- | ------ | ------ |
| Pugilato         | 2   | 0       | 1      | 3      |
| Nuoto            | 0   | 0       | 1      | 1      |
| Atletica leggera | 0   | 0       | 1      | 1      |
| Totale           | 2   | 0       | 3      | 5      |

### Medaglie
| Medaglia | Atleta           | Sport            | Evento                           |
| -------- | ---------------- | ---------------- | -------------------------------- |
| Oro      | Lawrence Stevens | Pugilato         | Pesi leggeri                     |
| Oro      | Dave Carstens    | Pugilato         | Pesi mediomassimi                |
| Bronzo   | Marjorie Clark   | Atletica leggera | 80 metri ostacoli                |
| Bronzo   | Jenny Maakal     | Nuoto            | 400 metri stile libero femminili |
| Bronzo   | Ernest Peirce    | Pugilato         | Pesi medi                        |